# Port lotniczy Amílcar Cabral
Aeroporto Internacional Amílcar Cabral, Międzynarodowy Port Lotniczy im. Amílcara Cabrala – lotnisko na wyspie Sal w Republice Zielonego Przylądka nieopodal miejscowości Espargos. Powstało w 1939 r. jako lotnisko tranzytowe dla lotów pomiędzy Europą i Ameryką Południową. Zostało zbudowane z inicjatywy włoskiego rządu Benito Mussoliniego, jednakże dopiero w 1949 r. po przejęciu przez rząd Portugalii uzyskało wszelkie niezbędne instalacje do obsługi lotów dalekosiężnych. Do 2005 r. był to jedyny międzynarodowy port lotniczy republiki.
W 2012 r. był to najruchliwszy port pasażerski w republice; obsłużył 599 tys. pasażerów, w tym 401 tys. pasażerów lotów międzynarodowych i 198 tys. pasażerów lotów krajowych (2. miejsce w kraju). Najwięcej pasażerów przewiozły linie Thomsonfly, TAP Portugal, Cabo Verde Airlines i TUIfly. Największy ruch międzynarodowy był na połączeniach z Lizboną, Londynem, Paryżem, Amsterdamem i Las Palmas.

## Kierunki lotów i linie lotnicze
| Linia Lotnicza      | Kierunek |
| ------------------- | --- |
| AlbaStar            | Sezonowo: 1. Mediolan-Bergamo |
| Air Europa          | Sezonowe czartery: 1. Madryt |
| Air Senegal         | 1. Dakar-Diass |
| Azores Airlines     | Sezonowo: 1. Lizbona |
| Bestfly Cabo Verde  | 1. Boa Vista (zawieszone) 2. Praia (zawieszone) 3. São Nicolau (zawieszone) 4. São Vicente (zawieszone)                                                                         |
| Binter Canarias     | 1. Gran Canaria |
| Bulgaria Air        | Sezonowe czartery: 1. Sofia |
| Cabo Verde Airlines | 1. Mediolan-Bergamo 2. Boa Vista 3. Lizbona 4. Paryż-Charles de Gaulle 5. Praia 6. São Nicolau 7. São Vicente                                                                   |
| easyJet             | 1. Lizbona (od 29 października 2024) 2. Porto (od 30 października 2024) |
| Edelweiss Air       | Sezonowo: 1. Zurych |
| Enter Air           | Sezonowe czartery: 1. Katowice 2. Warszawa-Chopin |
| Luxair              | Sezonowo: 1. Luksemburg |
| Neos                | 1. Mediolan-Bergamo 2. Mediolan-Malpensa 3. Rzym-Fiumicino 4. Werona |
| Smartwings          | Sezonowe czartery: 1. Bilbao 2. Bratysława 3. Brno 4. Katowice 5. Madryt 6. Porto 7. Praga 8. Wiedeń 9. Warszawa-Chopin                                                         |
| Sunclass Airlines   | Sezonowe czartery: 1. Bergen (od 10 listopada 2024) 2. Billund 3. Kopenhaga 4. Göteborg 5. Helsinki 6. Oslo-Gardermoen 7. Stavanger (od 10 listopada 2024) 8. Sztokholm-Arlanda |
| TAP Portugal        | 1. Lizbona 2. Porto (od 2 listopada 2024) |
| TAROM               | Sezonowe czartery: 1. Bukareszt |
| Transavia           | 1. Lyon (od 15 grudnia 2024) 2. Marsylia (od 14 grudnia 2024) Sezonowo: 1. Paryż-Orly                                                                                           |
| TUI Airways         | 1. Birmingham 2. Bristol 3. East Midlands (do 26 kwietnia 2025) 4. Glasgow 5. Londyn-Gatwick 6. Manchester 7. Newcastle                                                         |
| TUI fly Belgium     | 1. Bruksela |
| TUI fly Deutschland | 1. Düsseldorf 2. Frankfurt 3. Hanower 4. Monachium 5. Stuttgart Sezonowo: 1. Hamburg                                                                                            |
| TUI fly Netherlands | 1. Amsterdam Sezonowo: 1. Eindhoven |
| TUI fly Nordic      | Sezonowe czartery: 1. Kopenhaga 2. Göteborg 3. Helsinki 4. Sztokholm-Arlanda |
| Vueling Airlines    | Sezonowo: 1. Barcelona |